# Vasyl Lomachenko
Vasyl Anatoliyovich Lomachenko (ucraniano: Василь Анатолійович Ломаченко; 17 de febrero de 1988) es un exboxeador profesional ucraniano; fue campeón mundial pluma de la WBO y campeón mundial superpluma de la WBO, fue también campeón mundial de la WBA, WBO, y WBC Peso Ligero hasta el 17 de octubre de 2020, fecha en la que cayó por decisión unánime ante Teófimo López. Ganó la medalla de plata en el Campeonato de Boxeo Amateur del Mundo de 2007, medallas de oro en los Campeonatos de Boxeo Amateur del Mundo de 2009 y el Campeonato de Boxeo Amateur del Mundo 2011, así como la medalla de oro en los Juegos Olímpicos de Pekín 2008 en la división de peso pluma y los Juegos Olímpicos de Londres 2012 en la división de peso ligero. Es considerado por The Ring como uno de los mejores boxeadores libra por libra del momento.

## Vida personal
Entrenado por su padre Anatoly, Lomachenko afirma que si su padre no hubiera sido un entrenador de boxeo, probablemente habría elegido jugar hockey sobre hielo profesional.
Conocido por su excelente velocidad de manos, timing, precisión, creatividad, por su increíble agilidad mental, su defensa elusiva, su naturaleza atlética, el movimiento de los pies y ser famoso por llevar a sus oponentes a pelear en la Matrix donde son brutalmente superados por las extraordinarias habilidades de "Hi-Tech".  Lomachenko es actualmente uno de los boxeadores más valorados en el deporte, así como el mejor boxeador amateur de todos los tiempos. Lomachenko terminó su carrera amateur con un impresionante récord de carrera de 396 victorias y una sola derrota, a Albert Selimov, rival del que se vengó dos veces.
Su carrera boxística esta manejada por el mandamás Bob Arum dueño y fundador de la promotora de boxeo Top Rank; la cual cuenta con grandes figuras del momento como Manny Pacquiao o Terence Crawford, aparte del ucraniano. Lomachenko debutó profesionalmente el 12 de octubre del 2013 ante el mexicano José Ramírez en la cartelera de la pelea entre Timothy Bradley y Juan Manuel Márquez en Las Vegas, Lomachenko pretendía debutar en una pelea por título mundial pero fue el propio Arum quien le dijo que para pelear por un título debía tener por lo menos una pelea profesional. Venció a su oponente por KO en el cuarto asalto.
El primero de marzo del 2014 en lo que fue su segunda pelea profesional, obtuvo la posibilidad de pelear por el título mundial del peso pluma de la OMB ante el experimentado boxeador mexicano Orlando Salido. La pelea fue muy cerrada con golpes conectados de ambos boxeadores, Salido recurrió a un estilo rústico con constantes golpes al cuerpo, amarres y golpes bajos que en ningún momento fueron penalizados por el referí Lawrence Cole. Loma estuvo cerca de derribar al Siri en último asalto, sin embargo, eso no fue suficiente para ganar en las tarjetas de los jueces donde Salido se llevó la victoria por decisión dividida (perdió el título al no dar el peso en la báscula).
El 21 de junio del mismo año se enfrentó al estadounidense Gary Russell Jr por el título vacante del peso pluma de la OMB en el StubHub Center en Carson, California. Lomachenko ganó con claridad y se coronó campeón mundial aunque uno de los trece jueces dictaminó empate. Cerró el 2014 venciendo en noviembre al boxeador Tailandés Chonlatarn Piriyapinyo por decisión unánime, en Macao; Loma se lastimó su mano izquierda en el asalto 7 y eso le impidió noquear a su rival.
El 2 de mayo del 2015 vence contundentemente al puertorriqueño Gamalier Rodríguez en el MGM Grand de Las Vegas en lo que fue la cartelera del encuentro entre Floyd Mayweather Jr y Manny Pacquiao. El 7 de noviembre del corriente año noquea al mexicano Romulo Koasicha en el Thomas & Mack Center en Las Vegas.
En lo que sería el primer gran desafío de su carrera, sube al peso superpluma para retar al vigente campeón de la OMB Román ''Rocky'' Martínez el 11 de junio del 2016 en el Madison Square Garden en New York. Lomachenko demostró un boxeo muy superior al del campeón puertorriqueño y consiguió un triunfo por KO en el asalto 5. Hizo la primera defensa de su título ante el jamaiquino Nicholas Walters el 26 de noviembre derrotándolo antes del límite.
El 8 de abril del 2017 defiende el campeonato ante el boxeador estadounidense de ascendencia puertorriqueña Jason Sosa y lo propio haría el 5 de agosto del mismo año ante el colombiano Miguel Marriaga; en ambas ocasiones Loma demostró mucha superioridad a la de sus rivales que nada pudieron hacer ante sus combinaciones de golpes y su juego de piernas. Ambos púgiles se retirarían de la pelea antes de finalizar los 12 asaltos.
El 9 de diciembre de ese año se enfrentó al invicto boxeador cubano Guillermo Rigondeaux en el Madison Square Garden en lo que sería una pelea con mucha expectativa ya que se trataba del encuentro entre dos boxeadores dos veces ganadores de la medalla dorada en los JJ. OO. A pesar de las expectativas generadas, la pelea resultó un fiasco donde Lomachenko dominó sin problemas al púgil cubano quien no supo descifrar la estrategia de su oponente y casi ni conectó golpes. A pesar de ello, Loma no lastimó en ningún momento a Rigondeaux quien no salió a disputar el séptimo asalto. Así Lomachenko cerraba su mejor año deportivo ganando todos sus combates antes del límite y siendo reconocido por la revista The Ring Magazine como el mejor libra por libra y el peleador del año.
En 2018 sube nuevamente de categoría, esta vez al peso ligero, para pelear contra el venezolano Jorge Linares quien venía de una racha de grandes victorias en Estados Unidos y en Inglaterra. Se enfrentaron el 12 de mayo en el Madison Square Garden en una pelea con muchas emociones donde se disputaron el cinturón de la AMB así como el título de la revista The Ring y el título Lineal del peso ligero. En el asalto 6 Linares conectó un gran golpe recto de mano derecha que mandó al ucraniano a la lona por primera vez en su carrera; a pesar de eso Lomachenko nunca perdió la calma y terminó venciendo a Linares por TKO en el asalto 10 luego de una gran combinación culminada con un potente izquierdazo al cuerpo. Luego de la pelea Lomachenko declararía: Es bueno que Linares me haya derribado para que la gente vea que soy humano.
Su primera defensa del campeonato ligero fue el 8 de diciembre del 2018 nuevamente en el Madison donde se enfrentó a José Pedraza quien era el campeón del peso ligero de la OMB. Lomachenko venció con claridad al puertorriqueño derribándolo en varias ocasiones aunque no logró conseguir la victoria por KO. Con una DU le arrebataba el título y se convertía en el campeón unificado del peso ligero.
Ya en 2019 defendió sus títulos del peso ligero ante el británico Anthony Crolla el 12 de abril en el Staples Center de Los Ángeles ganando a su rival en tan solo 4 asaltos. El sábado 31 de agosto se enfrenta ante el también británico Luke Campbell, ganador de la medalla de oro en boxeo en los JJ.OO del 2012 en la categoría gallo, en la Arena O2 en Londres; para esa pelea se encontraban en juego los títulos del campeón ucraniano y también el título vacante del CMB. A pesar de hacer una pelea correcta, Campbell no fue rival para un Lomachenko que lo superó categóricamente y hasta lo derribó en el asalto 11. Así Vasyl Lomachenko triunfaba con una decisión unánime y retenía el campeonato unificado del peso ligero además de añadir otro prestigioso cinturón a su colección.
El 17 de octubre de 2020 en Las Vegas pelearía contra el estadounidense hijo de hondureños Teófimo López en lo que sería la unificación de todos los títulos de la división del peso ligero. Sorprendentemente Lomachenko esperó a López intentando descifrar su estrategia lo que le valdría perder claramente los primeros seis asaltos del combate. En la segunda mitad el ucraniano reaccionaría ante la necesidad de ir a buscar a su oponente ganando con claridad los últimos asaltos aunque siendo insuficiente para llevarse la victoria. Los tres jueces dieron ganador a Teófimo López con una amplia decisión unánime (118-110, 117-111, 116-112) convirtiéndose en el nuevo campeón indiscutido del peso ligero.
Su regreso al ring se dio el 26 de junio de 2021 en Las Vegas ante el boxeador japonés Masayoshi Nakatani al cual superó ampliamente, derribándolo en el quinto asalto y consiguiendo la victoria por nocaut técnico en el noveno.
El 11 de diciembre del mismo año se enfrenta en el Madison Square Garden al ghanés Richard Commey en una pelea donde el ucraniano una vez más demostraría su superioridad técnica dominando la pelea de principio a fin, derribando a Commey en el séptimo asalto y venciendo en las tarjetas con una contundente decisión unánime. Así en un mismo año Lomachenko se enfrentó y venció a dos rivales, anteriormente, del propio Teófimo López demostrando que aún se encontraba en un primer nivel de competencia boxística.
Lomachenko incrementó su récord a 16-2 con 11KO.
El 20 de mayo de 2023 se enfrentó a Devin Haney, por los cuatro principales cinturones mundiales de las 135 libras. Perdió por una de las decisiones más controvertidas de los últimos años.
El 12 de mayo de 2024, con 36 años, volvió a ser campeón del mundo pesos ligeros FIB, al derrotar en Australia a George Kambosos Jr, por k.o. en el undécimo asalto. 

## Récord Profesional
| 18 Ganadas (12 knockouts, 6 decisiones), 3 Derrotas (3 decisiones), 0 Empates |        |                        |      |               |            |                                                | |
| Res.                                                                          | Récord | Oponente               | Tipo | Rd., Tiempo   | Datos      | Localidad                                      | Notas |
| G                                                                             | 18-3   | George Kambosos Jr.    | TKO  | 11 (12), 2:49 | 2024-05-11 | Perth Arena, Perth, Australia                  | Ganó los títulos Mundiales de IBO e IBF del peso ligero. |
| D                                                                             | 17-3   | Devin Haney            | DU   | 12            | 2023-05-20 | MGM Grand Garden Arena, Las Vegas, Nevada      | Pelea por los títulos Mundiales de la WBC, WBA (Super), WBO, IBF, The Ring, y Lineal del peso ligero. Lomachenko y su mánager apelaron la controvertida decisión. |
| G                                                                             | 17-2   | Jamaine Ortiz          | DU   | 12            | 2022-10-29 | Hulu Theater, Nueva York                       | |
| G                                                                             | 16-2   | Richard Commey         | DU   | 12            | 2021-12-11 | Madison Square Garden, Nueva York              | Gana el vacante título Intercontinental de la WBO del peso ligero.                                                                                                |
| G                                                                             | 15-2   | Masayoshi Nakatani     | TKO  | 9 (12), 1:45  | 2021-06-26 | Virgin Hotels Las Vegas, Las Vegas             | |
| D                                                                             | 14-2   | Teófimo López          | DU   | 12            | 2020-10-17 | MGM Grand Conference Center, Paradise, Nevada  | Pierde los Títulos Mundiales de la WBA (Super), WBO y de The Ring en el peso ligero. Por el Título Mundial de la IBF en la misma división.                        |
| G                                                                             | 14-1   | Luke Campbell          | DU   | 12            | 2019-08-31 | The O2 Arena, Londres                          | Retiene los Títulos Mundiales de la WBA (Super), WBO y de The Ring en el peso ligero. Gana el Título Mundial vacante del WBC en la misma división.                |
| G                                                                             | 13-1   | Anthony Crolla         | KO   | 4 (12), 0:58  | 2019-04-12 | Staples Center, Los Ángeles, California        | Retiene los Títulos Mundiales de la WBA (Super), WBO y de The Ring en el peso ligero.                                                                             |
| G                                                                             | 12-1   | José Pedraza           | DU   | 12            | 2018-12-08 | Hulu Theater, Ciudad de Nueva York, Nueva York | Retiene los Títulos Mundiales de la WBA (Super) y de The Ring en el peso ligero Gana el Título Mundial de la WBO peso ligero.                                     |
| G                                                                             | 11-1   | Jorge Linares          | TKO  | 10 (12), 2:08 | 2018-05-12 | Madison Square Garden, Nueva York              | Gana los Títulos Mundiales de la WBA y de The Ring en el peso ligero.                                                                                             |
| G                                                                             | 10-1   | Guillermo Rigondeaux   | RTD  | 6 (12), 3:00  | 2017-12-09 | Madison Square Garden Theater, Nueva York      | Retiene el Título Mundial de la WBO peso superpluma. |
| G                                                                             | 9-1    | Miguel Marriaga        | RTD  | 7 (12), 3:00  | 2017-08-05 | Microsoft Theater, Los Ángeles, California     | Retiene el Título Mundial de la WBO peso superpluma. |
| G                                                                             | 8-1    | Jason Sosa             | RTD  | 9 (12), 3:00  | 2017-04-08 | MGM National Harbor, Oxon Hill, Maryland       | Retiene el Título Mundial de la WBO peso superpluma. |
| G                                                                             | 7-1    | Nicholas Walters       | RTD  | 7 (12), 3:00  | 2016-11-26 | Cosmopolitan de Las Vegas, Paradise, Nevada    | Retiene el Título Mundial de la WBO peso superpluma. |
| G                                                                             | 6-1    | Rocky Martínez         | KO   | 5 (12), 1:09  | 2016-06-11 | Madison Square Garden, Nueva York              | Gana el Título Mundial de la WBO peso superpluma. |
| G                                                                             | 5-1    | Romulo Koasicha        | KO   | 10 (12), 2:35 | 2015-11-07 | Thomas & Mack Center, Las Vegas, Nevada        | Retiene el Título Mundial peso pluma de la WBO. |
| G                                                                             | 4–1    | Gamalier Rodríguez     | KO   | 9 (12), 0:50  | 2015-05-02 | MGM Grand Garden Arena, Las Vegas, Nevada      | Retiene el Título Mundial de la WBO peso pluma. |
| G                                                                             | 3–1    | Chonlatarn Piriyapinyo | DU   | 12            | 2014-11-23 | CotaiArena, Venetian Resort, Macao             | Retiene el Título Mundial de la WBO peso pluma. |
| G                                                                             | 2–1    | Gary Russell Jr.       | DM   | 12            | 2014-06-21 | StubHub Center , Carson , California           | Ganó el título Mundial peso pluma de la WBO vacante. |
| D                                                                             | 1–1    | Orlando Salido         | DD   | 12            | 2014-03-01 | Alamodome, San Antonio, Texas                  | Por el título Mundial peso pluma de la WBO vacante. Orlando Salido pierde el título al no poder dar el peso.                                                      |
| G                                                                             | 1–0    | José Ramírez           | KO   | 4 (10), 2:59  | 2013-10-12 | Thomas & Mack Center, Las Vegas, Nevada        | Por el título Internacional peso pluma de la WBO. Debut profesional de Lomachenko.                                                                                |

## Títulos
- Campeón Mundial de peso pluma WBO
- Campeón Mundial de peso superpluma WBO
- Campeón Mundial de peso ligero CMB
- Campeón Mundial de peso ligero WBA
- Campeón Mundial de peso ligero WBO
- Campeón Mundial de peso ligero FIB

## Críticos
En diciembre de 2021, la estrella mundial del boxeo y leyenda viva de Ucrania, Vitaly Klitschko, se mostró muy indignado por el acto de su compatriota Vasyl Lomachenko. Después de la pelea con Kommy, entró al ring no con la bandera de Ucrania, sino con la bandera de su ciudad natal Akkerman (Belhorod-Dnistrovskyi).
"Vasyl ganó, felicidades, pero ¿representaba al país sin usar la bandera de su país?" - Klitschko hizo una pregunta retórica, agregando la abreviatura WTF"